# 프랭크 슈튼
프랭크 슈튼(Frank Sutton, 1923년 10월 23일 ~ 1974년 6월 28일)은 미국의 배우, 텔레비전 배우이다.

## 영화
- 허리케인 (1974년)
- 타운 위드 피티 (1961년)
- 추격 (1959년)
- 딜론 보안관 (1955년)
- 마티 (1955년)
- 글렌 밀러 스토리 (1954년)